# 上国石
上国石（じょうこくせき、Jokokuite）とは、鉱物（硫酸塩鉱物）の一種。化学組成は Mn(SO4)・5H2O 、結晶系は三斜晶系。

## 産地
- 北海道 上ノ国町 上国鉱山（原産地）[1]
- 北海道 古平町 稲倉石鉱山[1]
- スイス ヴァレー州 Baicolliou鉱山[1]
- チェコ ボヘミア Chvaletice[1]
- ルーマニア アルバ県 Roşia Montană[1]

## 性質・特徴
上国石の組成は硫酸マンガン五水和物で、水に溶けやすい。菱マンガン鉱と硫化鉱物の酸化分解によって生じた二次鉱物であり、坑道の壁に鍾乳石状に生じている。不安定な組成であり、湿度が適当でなければ別の鉱物に変化する。湿気が少ないと結晶水を失って四水和物のアイレス石 (Ilesite) や一水和物のズミク石 (Szmikite) に、湿気が多いと湿気を吸って七水和物のマラー石 (Mallardite) にそれぞれ変化しやすい。これらは白っぽい色をしているので、上国石の特徴である淡ピンク色が退色して見える。

## サイド・ストーリー
上国石は、1976年に、南部松夫らによって北海道の上国鉱山で発見された鉱物である。鉱物として登録されたのは1978年である。鉱物の名前は原産地に因む。